# Muhaarar
Muhaarar, né en 2012 est un cheval de course pur-sang, sacré sprinter européen de l'année en 2015.

## Carrière de course
Muhaara signife "Libéré" en arabe. Élevé par son propriétaire Hamdan Al Maktoum, le poulain est envoyé dans le Berkshire chez Charlie Hills, qui le fait débuter dans un maiden à Doncaster en mai de ses 2 ans. Il s'impose d'emblée, puis à l'été se classe troisième d'un groupe 2, les July Stakes, puis redescend d'un étage en disputant une Listed où il ne peut faire mieux, à nouveau, que troisième. Muhaarar trouve son jour dans les Gimcrack Stakes, ce qui lui ouvre la porte des groupe 1. Sa première tentative à ce niveau se solde par une nouvelle troisième place, dans les Middle Park Stakes. 
Le destin de Muhaarar se joue au printemps 2015. Il prend part aux Greenham Stakes, une préparatoire aux 2000 Guinées. Il l'emporte d'une encolure, au bout des 1 400 mètres du parcours. Le voilà donc prêt à affronter les meilleurs 3 ans sur le mile, mais plutôt que les Guinées, Charlie Hills opte pour la Poule d'Essai des Poulains à Longchamp, peut-être circonspect quant à la capacité de son protégé à s'allonger jusqu'à 1 600 mètres. En effet : Muhaarar ne tient pas le mile, il termine sixième au courage mais on ne le reverra plus désormais que sur les parcours de vitesse. En juin, lors du meeting de Royal Ascot, il prend part à l'édition inaugurale d'une épreuve créée pour les seuls sprinters de 3 ans, la Commonwealth Cup. Il s'y impose avec brio et une belle marge, presque 4 longeurs devant le peloton. Désormais, on ne l'arrête plus, il enchaîne avec la July Cup, où il s'en faut d'un nez pour que Tropics lui souffle la victoire. Ensuite, direction le meeting de Deauville et le Prix Maurice de Gheest, où il domine la Française Ésotérique. Et enfin, en octobre, il inaugure une nouvelle fois le palmarès d'un groupe 1, les British Champions Sprint Stakes, ex-Diadem Stakes promues au label suprême en cette année 2015. 
On s'en tiendra là. Charlie Hills voudrait courir la Breeders' Cup Sprint, mais Hamdan Al Maktoum, soucieux de protéger la future carrière d'étalon d'un cheval qui, d'après lui, n'a plus rien à prouver, met son véto, craignant le profil de l'hippodrome de Keeneland, qui reçoit la Breeders' Cup cette année-là, et qui ressemble, pour les Européens habitués aux vastes hippodromes, à un redoutable tourniquet. Charlie Hills n'en démord pas, estimant que son champion se serait imposé nonobstant les virages exigus de l'hippodrome américain, mais Muhaarar rentre quand même au haras, nanti de quatre victoires de groupe 1 d'affilée sur le sprint, un exploit peu commun dans cette discipline où les surprises ne sont pas rares et les hiérarchies parfois flottantes. Muhaarar est naturellement sacré sprinter de l'année en Europe, tandis que le Racing Post en fait le troisième meilleur 3 ans au monde derrière Golden Horn et American Pharoah.

### Résumé de carrière
| Date        | Hippodrome  | Pays        | Course                          | Statut      | Distance    | Jockey      | Place       | Écart       | Vainqueur ou deuxième |
| 2014, 2 ans | 2014, 2 ans | 2014, 2 ans | 2014, 2 ans                     | 2014, 2 ans | 2014, 2 ans | 2014, 2 ans | 2014, 2 ans | 2014, 2 ans | 2014, 2 ans           |
| ----------- | ----------- | ----------- | ------------------------------- | ----------- | ----------- | ----------- | ----------- | ----------- | --------------------- |
| 12 mai      | Doncaster   | Royaume-Uni | Maiden                          |             | 1 100 m     | P. Hanagan  | 1er / 7     | 4           | Red Connect           |
| 10 juillet  | Newmarket   | Royaume-Uni | July Stakes                     | Gr. 2       | 1 200 m     | D. O'Neill  | 3e / 12     | 3 ¼         | Ivawood               |
| 26 juillet  | Ascot       | Royaume-Uni | Winkfield Stakes                | Listed      | 1 400 m     | P. Hanagan  | 3e / 6      | 2 ¼         | Kodi Bear             |
| 23 août     | York        | Royaume-Uni | Gimcrack Stakes                 | Gr. 2       | 1 200 m     | P. Hanagan  | 1er / 9     | nez         | Jungle Cat            |
| 17 octobre  | Newmarket   | Royaume-Uni | Middle Park Stakes              | Gr. 1       | 1 200 m     | P. Hanagan  | 3e / 6      | 1 ¼         | Charming Thought      |
| 2015, 3 ans |             |             |                                 |             |             |             |             |             |                       |
| 18 avril    | Newbury     | Royaume-Uni | Greenham Stakes                 | Gr. 3       | 1 400 m     | L. Dettori  | 1er / 9     | enc.        | Estidhkaar            |
| 10 mai      | Longchamp   | France      | Poule d'Essai des Poulains      | Gr. 1       | 1 600 m     | P. Hanagan  | 8e / 18     | 6 ¾         | Make Believe          |
| 19 juin     | Ascot       | Royaume-Uni | Commonwealth Cup                | Gr. 1       | 1 200 m     | D. O'Neill  | 1er / 18    | 3 ¾         | Limato                |
| 11 juillet  | Newmarket   | Royaume-Uni | July Cup                        | Gr. 1       | 1 200 m     | P. Hanagan  | 1er / 14    | nez         | Tropics               |
| 9 septembre | Deauville   | France      | Prix Maurice de Gheest          | Gr. 1       | 1 300 m     | P. Hanagan  | 1er / 12    | 1/2         | Ésotérique            |
| 17 octobre  | Ascot       | Royaume-Uni | British Champions Sprint Stakes | Gr. 1       | 1 200 m     | P. Hanagan  | 1er / 20    | 2           | Twilight Son          |

## Au haras
Muhaarar intègre le parc d'étalons de Shadwell et prend ses quartiers à Nunnery Stud, à Thetford, dans le Norfolk. Proposé d'emblée à £ 30 000, il ne se montre pas à la hauteur des attentes et voit son tarif divisé par trois entre 2019 et 2021, avant d'être envoyé en France où, en 2022 pour faire la monte à 5 000 €. Il est toutefois l'auteur de quelques bons éléments, parmi lesquels les vainqueurs de groupe 1 Eshaada (British Champions Fillies' and Mares' Stakes) et Marhaba Ya Sanafi (Poule d'Essai des Poulains), et son tarif remonte à 14 000 € en 2024.

## Origines
Muhaarar est un fils d'Oasis Dream, sprinter européen de l'année en 2003, triple vainqueur de groupe 1 (Middle Park Stakes, July Cup, Nunthorpe Stakes) et grand étalon, auteur d'une quinzaine de lauréats au niveau groupe 1, dont la championne Midday. Sa mère, Tahrir, s'est placée au niveau Listed. 

### Pedigree
| Origines de Muhaarar (GB), mâle bai né en 2012 | Origines de Muhaarar (GB), mâle bai né en 2012 | Origines de Muhaarar (GB), mâle bai né en 2012 | Origines de Muhaarar (GB), mâle bai né en 2012 |
| ---------------------------------------------- | ---------------------------------------------- | ---------------------------------------------- | ---------------------------------------------- |
| Père Oasis Dream 2000                          | Green Desert 1983                              | Danzig                                         | Northern Dancer                                |
| Père Oasis Dream 2000                          | Green Desert 1983                              | Danzig                                         | Pas de Nom                                     |
| Père Oasis Dream 2000                          | Green Desert 1983                              | Foreign Courier                                | Sir Ivor                                       |
| Père Oasis Dream 2000                          | Green Desert 1983                              | Foreign Courier                                | Courtly Dee                                    |
| Père Oasis Dream 2000                          | Hope 1991                                      | Dancing Brave                                  | Lyphard                                        |
| Père Oasis Dream 2000                          | Hope 1991                                      | Dancing Brave                                  | Navajo Princess                                |
| Père Oasis Dream 2000                          | Hope 1991                                      | Bahamian                                       | Mill Reef                                      |
| Père Oasis Dream 2000                          | Hope 1991                                      | Bahamian                                       | Sorbus                                         |
| Mère Tahrir 2002                               | Linamix 1987                                   | Mendez                                         | Bellypha                                       |
| Mère Tahrir 2002                               | Linamix 1987                                   | Mendez                                         | Miss Carina                                    |
| Mère Tahrir 2002                               | Linamix 1987                                   | Lunadix                                        | Breton                                         |
| Mère Tahrir 2002                               | Linamix 1987                                   | Lunadix                                        | Lutine                                         |
| Mère Tahrir 2002                               | Miss Sacha 1991                                | Last Tycoon                                    | Try My Best                                    |
| Mère Tahrir 2002                               | Miss Sacha 1991                                | Last Tycoon                                    | Mill Princess                                  |
| Mère Tahrir 2002                               | Miss Sacha 1991                                | Heaven High                                    | High Line                                      |
| Mère Tahrir 2002                               | Miss Sacha 1991                                | Heaven High                                    | Triumphant (famille 13-e)                      |